# Fürst von Robecq
Der Titel Fürst von Robecq (französisch Prince de Robecq) ist ein spanischer Adelstitel aus den spanischen Niederlanden. Er wurde am 31. Juli 1630 an Jean de Montmorency verliehen. Der Titel bezieht sich auf die Herrschaft Robecq im Artois, das 1630 noch dem spanischen König unterstand, 1659 mit dem Pyrenäenfrieden bzw. 1678 mit dem Frieden von Nimwegen an Frankreich kam und heute im französischen Département Pas-de-Calais liegt.

## Die Herren von Robecq
- Robert († 1440), Seigneur de Robecq, Sohn von Guillaume, Seigneur de Saveuse († 1383)
- Charles de Saveuse, dessen Sohn, Seigneur de Robecque
- Antoinette de Saveuse, Dame de Robecque, ⚭ Charles van Halewijn (d'Halluin), Seigneur de Piennes
- Marguerite d'Halluin, ⚭ I NN Sohn von Charles de La Viefville, Seigneur de Frestoy et de Westrehem et de Jacqueline de Griboval. ⚭ II NN d'Yve (wohl Sohn von Antoinette de Boussu-en-Fagne († 1538))
- Jacqueline d’Yve, deren Tochter, Dame de Robecq. ⚭ Jean de Saint-Omer, Seigneur de Morbecque, Vicomte d’Aire
- Louis de Saint-Omer, Vicomte d'Aire, Baron de Robecque
- Robert de Saint-Omer († 1617), dessen Sohn, 1614 1. Comte de Morbecque, Vicomte d'Aire, Baron de Robecque,
- Jeanne de Saint-Omer († 1584), dessen Kusine. ⚭ Louis de Montmorency, X 1585, Seigneur de Bersée

## Die Fürsten von Robecq 1630–1812

Wappen der Montmorency

- Jean de Montmorency († 1631), deren Sohn, 3. Comte d'Estaires, Comte de Morbecque, Vicomte d'Aire, 1629 spanisch-niederländischer Marquis de Morbecque, 31. Juli 1630 spanischer Prince de Robecq
- François Philippe de Montmorency, dessen Sohn, † 1633, 1631 2. Marquis de Morbecque[1]
- Eugène de Montmorency († 1683), dessen Bruder, 1631 2. Prince de Robecque, Grande von Spanien
- Philippe Marie Albert de Montmorency († 1691), dessen Sohn, 1663 3. Prince de Robecque, Grande von Spanien
- Charles Philippe de Montmorency (1671–1716), dessen Sohn, 1691 4. Prince de Robecq, Grande von Spanien,
- Anne Auguste de Montmorency (1679–1745), dessen Sohn, 1716 5. Prince de Robecq, Grande von Spanien 1. Klasse,
- Anne Louis Alexandre de Montmorency († 1812), dessen Sohn, 6. Prince de Robecq, Grande von Spanien 1. Klasse

Mit dem Tod des 6. Prince de Robecq erlosch die Linie, der Titel ging an Anne Louis Christian de Montmorency über, einen entfernten Verwandten.

## Die Fürsten von Robecq 1812–1860
- Anne Louis Christian de Montmorency (1769–1844), 1812 7. Prince de Robecq, Grande von Spanien, 1827 erblicher Pair de France
- Anne Christian Marie Gaston de Montmorency (1801–1853), dessen Sohn, 1844 8. Prince de Robecq, Grande von Spanien
- Anne Charlotte Marie Henriette de Montmorency (1798–1860), dessen Schwester, 1853 9. Princesse de Robecq, Grande von Spanien

## Haus Cossé-Brissac

Wappen des Hauses Cossé-Brissac

- Emmanuel de Cossé-Brissac (1793–1870), deren Ehemann, Comte de Brissac, 10. Prince de Robecq, Grande von Spanien 1. Klasse
- Henri de Cossé-Brissac (1822–1887), deren Sohn, Comte de Brissac, 1870 11. Prince de Robecq
- Louis Henri Timoléon de Cossé-Brissac (1852–1925), dessen Sohn, Comte de Brissac, 1887 12. Prince de Robecq
- Marie Jeanne Henriette Elisabeth de Cossé-Brissac (1884–1951), dessen Nichte, 1925 13. Princesse de Robecq. ⚭ Guy de Lévis-Mirepoix (1879–1940), Comte de Lévis-Mirepoix

## Haus Lévis

Wappen des Hauses Lévis

- Emmanuel Anne Marie Joseph de Lévis-Mirepoix (1909–1951), deren Sohn, 14. Prince de Robecq
- Guy Emmanuel de Lévis-Mirepoix (* 1947), dessen Sohn, 15. Prince de Robecq

## Haus Le Chastel de la Howarderie

Wappen der Howardries

Da Guy-Emmanuel de Lévis-Mirepoix ledig blieb, wird der nächste Prince de Robecq aus der Familie Haus Le Chastel de la Howarderie kommen
- Chrétien de Cossé-Brissac, Bruder des 11. Prince de Robecq
- Marie-Anne-Françoise de Cossé-Brissac (1887–1975), dessen Enkelin
- Christian du Chastel de La Howarderie (1921–2010), deren Sohn, Comte du Chastel de La Howarderie
- Philippe du Chastel de La Howarderie (* 1948), dessen Sohn, Comte du Chastel de La Howarderie
- Hadelyn du Chastel de La Howarderie (* 1994), dessen Sohn